# Andreas Geremia
Andreas Geremia właściwie Andreas Fritz Johannes Geremia znany również jako Gerre (ur. 13 maja 1967 we Frankfurcie) – niemiecki wokalista thrash metalowy, jeden z założycieli zespołu Tankard, w którym śpiewa od samego początku. Jest jedynym członkiem oryginalnego składu wraz z basistą Frankiem Thorwarthem.

## Życiorys
Urodził się 13 maja 1967 roku we Frankfurcie. Jego ojciec jest Włochem, a matka Niemką. W wieku 15 lat wraz z czterema przyjaciółmi ze szkoły założył zespół Vortex, który najpierw zmienił nazwę na Avenger, a potem na Tankard. Pod ostatnią nazwą gra aż do dziś. Andreas ukończył liceum we Frankfurcie. Od tego czasu nieprzerwanie od ponad 38 lat jest członkiem zespołu Tankard.

## Życie osobiste
Poza Tankard Andreas ma również swoją pracę. Pracuje jako pracownik socjalny.
Przez pewien czas był on wyśmiewany z powodu swojej nadwagi, przez co na jakiś czas był poza zasięgiem opinii publicznej. W 2010 roku trafił na pierwsze strony gazet, kiedy to w ciągu kilku miesięcy schudł 64 kilogramy.

## Dyskografia[1]
Tankard (1982– nadal)
- Zombie Attack (1986)
- Chemical Invasion (1987)
- The Morning After (1988)
- The Meaning of Life (1990)
- Stone Cold Sober (1992)
- Two-Faced (1994)
- The Tankard (1995)
- Disco Destroyer (1998)
- Kings of Beer (2000)
- B-Day (2002)
- Beast of Bourbon (2004)
- The Beauty and the Beer (2006)
- Thirst (2008)
- Vol(l)ume 14 (2010)
- A Girl Called Cerveza (2012)
- R.I.B. (2014)
- One Foot in the Grave (2017)